# غلة غة (قيلاب)
غلة غة (بالفارسية: گله‌گه) هي قرية تقع في قسم قيلاب الريفي، بمقاطعة أنديمشك التابعة لمحافظة خوزستان، إيران. يقدر عدد سكانها بـ 23 نسمة حسب الإحصاء السكاني الذي تمّ في عام 2006.